# Hugo Leichtentritt

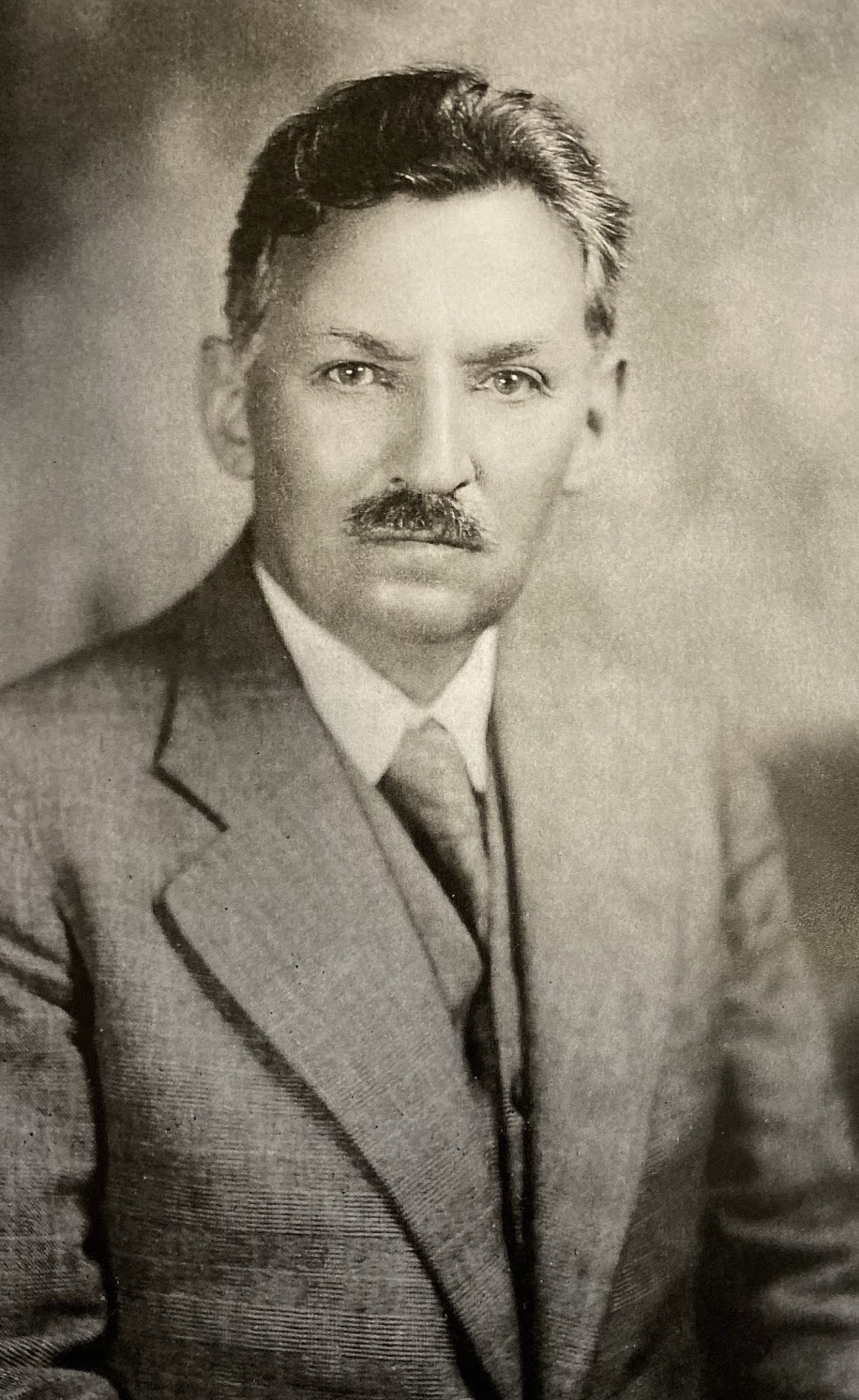
Hugo Leichtentritt, foto från hans självbiografi.

Hugo Leichtentritt, född 1 januari 1874, död 13 november 1951, var en tysk-amerikansk musikforskare.
Leichtentritt studerade vid Harvard och vid högskolan för musik i Berlin och blev filosofie doktor 1901. Bland hans verk märks Chopin (1905), Musikalische Formenlehre (3:e upplagan 1927) och Händel (1925). Han utvandrade till USA.